# Odontophorus columbianus
Odontophorus columbianus е вид птица от семейство Odontophoridae. Видът е почти застрашен от изчезване.

## Разпространение
Видът е разпространен във Венецуела.